# Слюсарь, Борис Николаевич
Борис Николаевич Слюсарь (24 февраля 1942, Атаманская, Краснодарский край — 13 августа 2015, Ростов-на-Дону) — российский вертолётостроитель, бывший генеральный директор авиастроительной компании Роствертол.
Депутат Законодательного собрания Ростовской области прошедшего III созыва.

## Биография
Родился 24 февраля 1942 года в станице Атаманской Павловского района Краснодарского края.

### Образование
В 1960 году окончил Ростовское техническое училище № 8.
В 1971 году окончил Ростовский-на-Дону институт сельскохозяйственного машиностроения по специальности «Технология машиностроения, металлорежущие станки и инструменты».
Являлся почётным доктором федерального государственного бюджетного образовательного учреждения высшего образования «Донской государственный технический университет», а также заведующим кафедрой «Авиастроение» факультета «Авиастроение».
Являлся членом общероссийской общественной организации «Российская академия транспорта».

### Военная служба
В 1961—1964 годах служил в Ракетных войсках стратегического назначения Вооружённых Сил Союза Советских Социалистических Республик.

### Работа
С 1960 года работал на Ростовском вертолётостроительном заводе слесарем-сборщиком второго разряда. Далее был повышен до мастера, старшего мастера, заместителем председателя профсоюзного комитета, заместителем и первым заместителем генерального директора.
В 2000 году стал генеральным директором предприятия.
В 2014 году покинул должность генерального директора из-за проблем со здоровьем.
Также являлся Президентом закрытого акционерного общества «Ассоциация „Высокие технологии“».

## Награды

### НаградыРоссийской Федерации
- Орден Почёта[5];
- Медаль Ордена «За заслуги перед Отечеством» II степени[4][5];
- Почётная грамота Правительства Российской Федерации[5].

#### НаградыГосударственной корпорации по космической деятельности «Роскосмос»
- Знак Циолковского[4].

#### НаградыМинистерства промышленности и торговли
- Нагрудный знак и почётное звание «Почётный авиастроитель России»[5].

#### Прочие ведомственные награды
- Нагрудный знак и почётное звание «Почётный машиностроитель России»[5];
- Нагрудный знак и почётное звание «Почётный экономист России»[5].

#### Прочие награды
- Почётное звание «Почётный гражданин Ростова-на-Дону»[6].
- Почётный гражданин Ростовской области (18 июля 2013)[7].

### Награды Союза Советских Социалистических Республик
- Медаль «За трудовую доблесть»[4][5];
- Медаль «Ветеран труда»[5].

### НаградыРусской православной церкви
- Орден Преподобного Сергия Радонежского[5].